# CESR
CESR (anglicky: The Committee of European Securities Regulators) byl výbor pro evropskou regulaci cenných papírů, který byl ustanoven Evropskou Komisí 6. června 2001. Od 1. ledna 2011, byl CESR nahrazen Evropským orgánem pro cenné papíry a trhy (anglicky: European Securities and Markets Authority - ESMA).

## Činnost
Hlavní činností tohoto výboru je fungovat jako poradní skupina Evropské komise, usměrňovat a zabezpečovat konzistentní a včasné implementace legislativy pro členské státy a spolupráce mezi národními regulátory cenných papírů tzv. Komisí cenných papírů.
Výbor má na starosti také vydávání směrnic, interpretaci, doporučení, společné standardy, kontrolu a porovnání postupů regulace v různých zemích. Samozřejmě následuje podrobné zpracování analýz legislativy v oblasti cenných papírů.
Právní dokumenty tímto orgánem vydávané slouží zejména jako legislativní vodítko pro přípravu vnitrostátních předpisů jednotlivých členů EU a monitoringu následné implementace, avšak nejsou pro ně svou povahou závazné. Pokud se jedná o soukromoprávní subjekty, dokumenty CESR pro ně mohou být jakýmsi informačním kanálem pro vytvoření představy, co mohou do budoucna čekat od svých vnitrostátních zákonodárců, avšak nejsou pro ně opět jakkoli závazné. Rovněž mohou profesionálům v příslušném oboru sloužit jako nástroj při interpretaci evropské legislativy.